# Euphrasia glandulosodentata
Euphrasia glandulosodentata là loài thực vật có hoa thuộc họ Cỏ chổi. Loài này được Riedl mô tả khoa học đầu tiên năm 1962.